# Oskar Berg (1895–1965)
Oskar Hjalmar Hugo Berg, tidigare Stork, född 7 augusti 1895 i Vrigstads församling, Jönköpings län, död 7 juni 1965 i Ljungarums församling, Jönköpings län, var en svensk folkmusiker.

## Biografi
Oskar Berg föddes 1895 i Vrigstads socken. Han var tävlande vid  Spelmanstävlingen i Växjö 1913.

## Upptecknade låtar
År 1917 upptecknade Axel Boberg och Olof Andersson låtar av Berg.
- Polska i Bb-dur efter Thelin.
- Strömkarlens polska.
- Brudmarsch efter Thelin.
- Vals efter Thelin.
- Vals efter Thelin.
- Vals efter Lindblom.
- Vals i G-dur efter Thelin.
- Vals i G-dur efter Karl Johansson.
- Vals i G-dur efter fadern.